# بلور استودیو
بلور استودیو (Blur Studio) یک شرکت مستقر در آمریکا است که در زمینه جلوه‌های بصری، انیمیشن و طراحی تخصص دارد. واقع در کالور سیتی، کالیفرنیا، استودیو فیلم‌های 3D متحرک، بازی فکری و آگهی برای تلویزیون، و همچنین سینماتیک بازی ویدئویی تولید کرده‌است.

## آثار
| Year | Title                        |
| ---- | ---------------------------- |
| ۱۹۹۸ | CarnEvil                     |
| ۲۰۰۳ | جنون سرعت: مسابقات زیرزمینی  |
| ۲۰۰۳ | اتومبیل‌دزدی بزرگ: سن آندریاس |
| ۲۰۰۵ | شدو خارپشت                   |
| ۲۰۰۹ | جنگ ستارگان: جمهوری قدیم     |
| ۲۰۰۹ | Star Wars: Force Unleashed 2 |
| ۲۰۱۹ | ندای وظیفه: جنگاوری نوین     |